# 马金达·贾升和
马金达·贾升和（羅馬化：Majinta Jayasiṅha，1966年5月1日—），斯里蘭卡外交官，現任斯里蘭卡駐中華人民共和國大使，曾任斯里蘭卡駐阿拉伯聯合酋長國大使等職務。

## 經歷
马金达·贾升和生於1966年5月1日。他畢業於科倫坡圣约瑟夫学院和皇家学院。1994年，畢業於英國伯明翰大學。
1998年7月，加入斯里蘭卡外交服務。當年，任職於斯里蘭卡外交部東亞及太平洋司。1998年至2001年，任外交部長拉克什曼·卡迪尔加马尔的助理主任兼私人助理。在此期間，於1999年，作爲代表參加日內瓦人權高級專員辦公室第51屆會議、紐約聯合國大會；2000年，作爲代表參加紐約千禧高峰會、開羅G15外長會議、波蘭“邁向民主共同體”、加拿大“戰爭受影響兒童國際會議”。
2001年至2002年，在北京語言大學學習中文。2002年至2006年，任職於斯里蘭卡駐華大使館。2006年7月至2007年3月，任職於斯里蘭卡外交部東亞及太平洋司。2007年3月至2007年12月，任外交部長罗希塔·波格拉加马私人助理：同年作爲代表參加了韓國亞洲合作對話外長會議、紐約聯合國大會。2007年12月至2011年6月，任斯里蘭卡駐上海首任總領事。2011年6月至2011年11月，任職於斯里蘭卡外交部經濟事務司。2011年11月至2015年1月，任斯里蘭卡外交部禮賓司司長。2012年11月至2013年11月，任2013年英聯邦政府首腦會議工作組秘書處總幹事。2013年8月至2015年1月，任斯里蘭卡外交部代理辅秘，負責禮賓。2014年1月至2015年1月，任人權總幹事。2014年2月至2015年1月，任斯里蘭卡外交部代理辅秘，負責禮賓、人權及西方事務。2015年3月17日至2018年7月，任斯里蘭卡駐馬來西亞高級專員公署公使。2018年7月至2019年8月，任斯里蘭卡駐馬來西亞高級專員公署副專員。2019年9月至2020年5月，任斯里蘭卡駐阿拉伯聯合酋長國大使。
2020年5月8日至2023年，擔任斯里蘭卡駐奧地利大使及斯里蘭卡常駐維也納聯合國代表，兼駐波斯尼亞和黑塞哥維那、捷克、匈牙利、塞爾維亞、斯洛伐克、斯洛文尼亞。2020年6月30日向奧地利總統遞交國書。
2024年5月20日，马金达·贾升和大使在斯里蘭卡駐華大使館就任。5月22日，向中華人民共和國外交部禮賓司司長洪磊遞交國書副本。